# Williams FW08C
Chronologie des modèles (1983)
Williams FW08 Williams FW09
La Williams FW08C est une monoplace de Formule 1 engagée par l'écurie britannique Williams F1 Team lors du championnat du monde de Formule 1 1983. Elle est pilotée par le Finlandais Keke Rosberg, le Français Jacques Laffite et le Britannique Jonathan Palmer.
La FW08 modifiée devient FW08C en 1983. Les changements techniques, notamment l'interdiction des wing-cars ou voitures à effet de sol et l'avènement du fond plat, changent profondément la physionomie des monoplaces.
Face aux moteurs turbocompressés de Renault, Ferrari et Brabham, Williams ne s'attendait pas à pouvoir rivaliser avec eux. Cependant Rosberg réalise la pole position lors du premier Grand Prix de la saison au 1983 et remporte une victoire dans les rues de Monaco, la dernière pour la FW08, après avoir mené la course de bout en bout.
Rosberg termine cinquième du championnat tandis que Williams termine quatrième du championnat des constructeurs, le meilleur résultat cette saison pour une monoplace propulsée par un moteur Ford-Cosworth.
Pour le dernier Grand Prix de la saison, disputé en Afrique du Sud, la FW08C est remplacée par la Williams FW09, propulsée elle par un moteur Honda.

## Williams FW08D
La Williams FW08D est une version à six roues de la FW08 testée par Keke Rosberg sur le Circuit Paul Ricard avant que la FIA interdise ce type de monoplaces.

## Résultats en championnat du monde de Formule 1

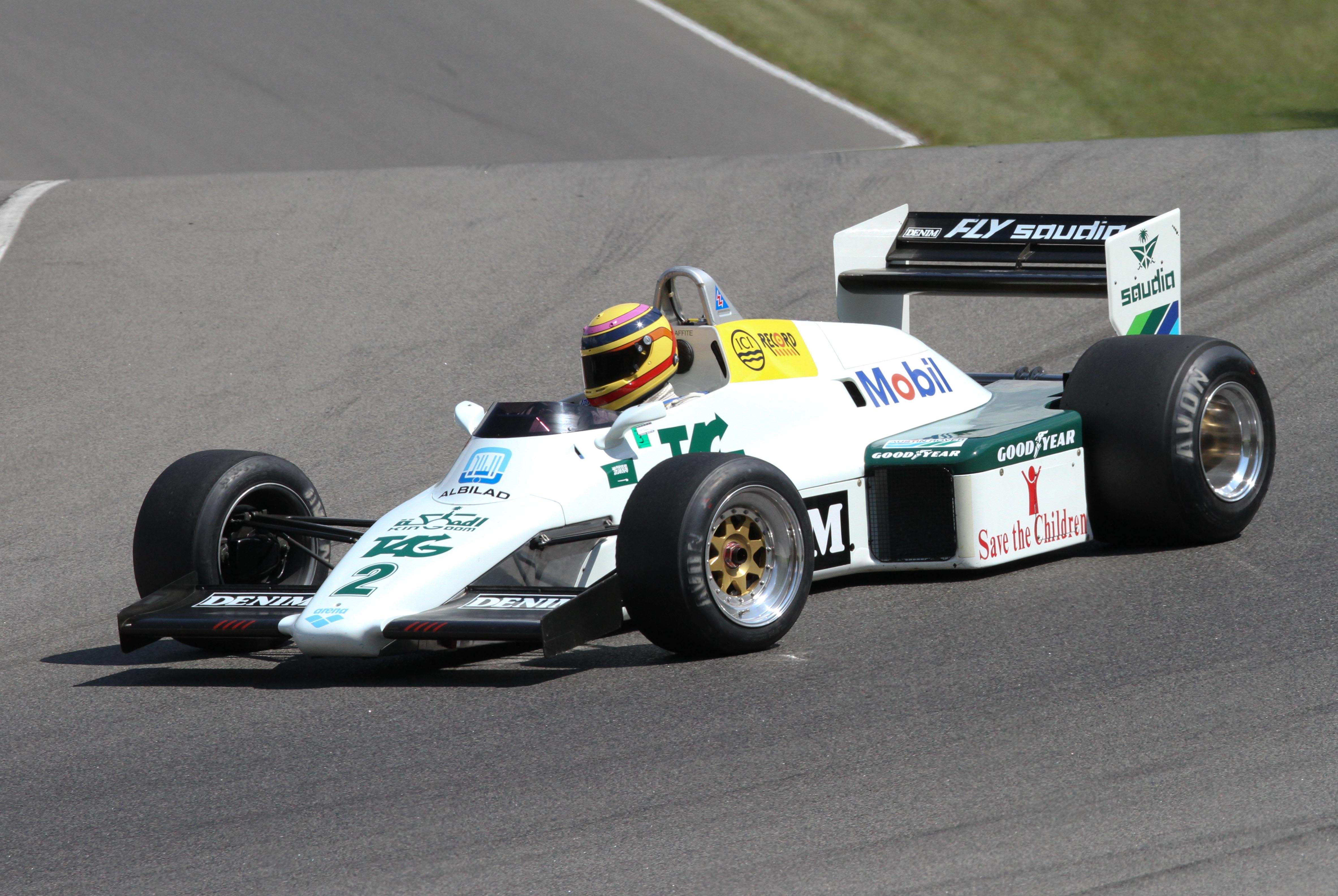
La Williams FW08C en démonstration sur le circuit du Mont-Tremblant en 2010.

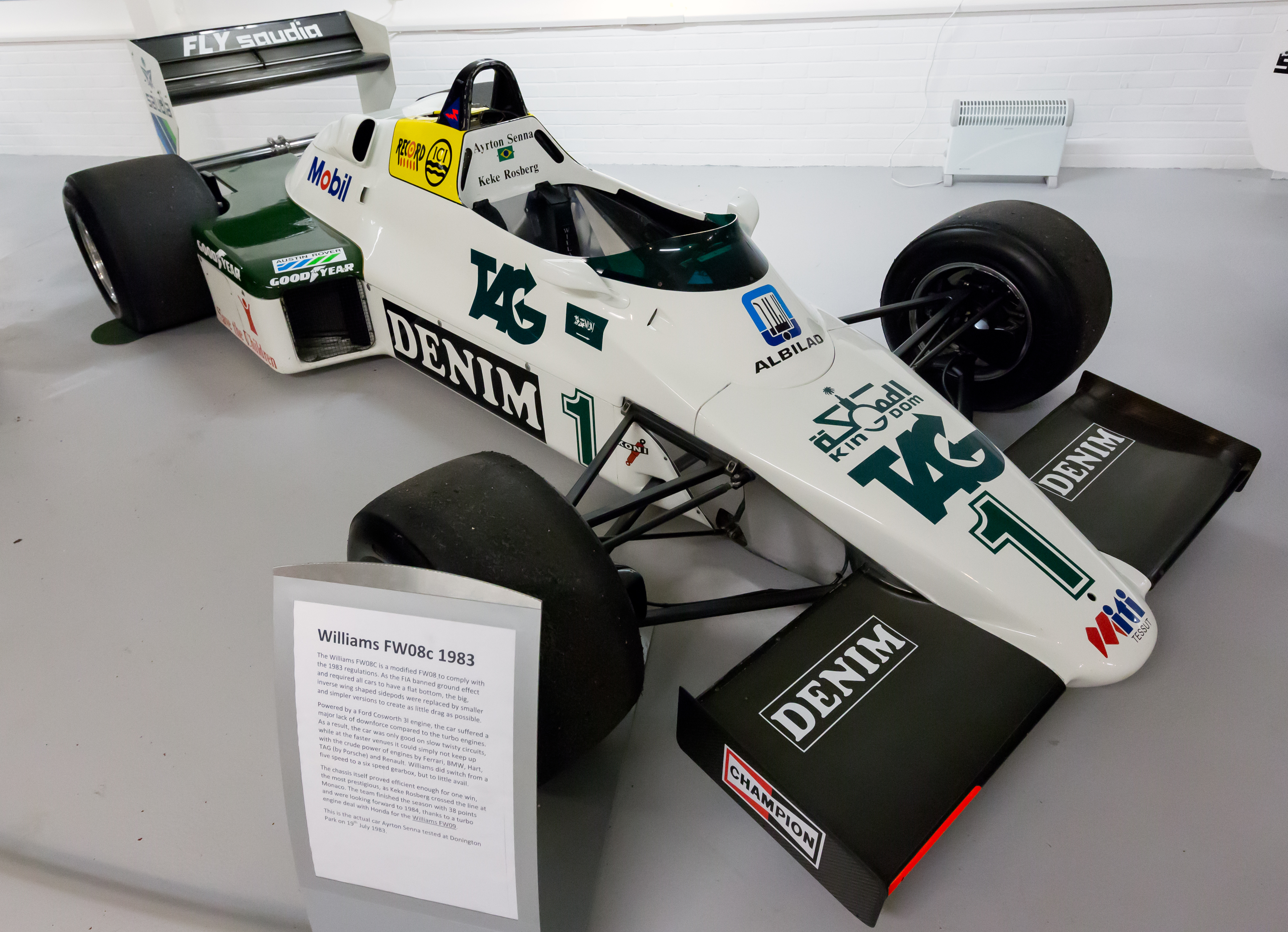
Williams FW08C en exposition à Donington.

| Saison | Écurie            | Moteur               | Pneus    | Pilotes         | Courses | Courses | Courses | Courses | Courses | Courses | Courses | Courses | Courses | Courses | Courses | Courses | Courses | Courses | Courses | Points inscrits | Classement |
| Saison | Écurie            | Moteur               | Pneus    | Pilotes         | 1       | 2       | 3       | 4       | 5       | 6       | 7       | 8       | 9       | 10      | 11      | 12      | 13      | 14      | 15      | Points inscrits | Classement |
| ------ | ----------------- | -------------------- | -------- | --------------- | ------- | ------- | ------- | ------- | ------- | ------- | ------- | ------- | ------- | ------- | ------- | ------- | ------- | ------- | ------- | --------------- | ---------- |
| 1983   | TAG Williams Team | Ford-Cosworth DFV V8 | Goodyear |                 | BRÉ     | EUO     | FRA     | SMR     | MON     | BEL     | EUE     | CAN     | GBR     | ALL     | AUT     | P-B     | ITA     | EUR     | AFS     | 36              | 4e         |
| 1983   | TAG Williams Team | Ford-Cosworth DFV V8 | Goodyear | Keke Rosberg    | Dsq.    | Abd.    | 5e      | 4e      | 1er     | 5e      | 2e      | 4e      | 11e     | 10e     | 8e      | Abd.    | 11e     | Abd.    |         | 36              | 4e         |
| 1983   | TAG Williams Team | Ford-Cosworth DFV V8 | Goodyear | Jacques Laffite | 4e      | 4e      | 6e      | 7e      | Abd.    | 6e      | 5e      | Abd.    | 6e      | 12e     | Abd.    | Abd.    | Nq      | Nq      |         | 36              | 4e         |
| 1983   | TAG Williams Team | Ford-Cosworth DFV V8 | Goodyear | Jonathan Palmer |         |         |         |         |         |         |         |         |         |         |         |         |         | 13e     |         | 36              | 4e         |

Légende : ici 